# Josef Hronek
Josef Hronek (* 17. Oktober 1921 in Kamnitz an der Linde; † 2. Oktober 2004 in Brünn) war ein tschechoslowakischer Fußballspieler. Für die Tschechoslowakei bestritt er ein Länderspiel.

## Karriere

### Verein
Hronek kam 1938 als junger Spieler über den Wiener Unterhausverein SK Hammerbrotwerke zum SC Red Star. Beim damaligen Zweitligaverein spielte er in der Saison 1938/39 und bestritt dabei auch das Spiel im Tschammerpokal gegen Rapid Wien, welches letztere mit 6:2 gewinnen konnten. 1939 wechselte er zum First Vienna FC und war dort zwei Saisonen als Stürmer tätig. Hronek kam dabei meist auf seiner Stammposition (Linksaußen) zum Einsatz.
Nach dem erfolgten Anschluss Österreichs kam er von 1939 bis 1941 in der Gauliga Ostmark, einer von 17, später auf 23 aufgestockten Gauligen zur Zeit des Nationalsozialismus als einheitlich höchste Spielklasse im Deutschen Reich, in elf Punktspielen zum Einsatz, in denen er sechs Tore erzielte.
Am Ende seiner Premierensaison für den First Vienna FC belegte er mit ihm den vierten Platz, dabei trug er in neun Punktspielen, in denen er sechs Tore erzielte, bei. Sein Debüt gab er am 24. September 1939 (2. Spieltag) beim 2:1-Sieg im Auswärtsspiel gegen den SK Rapid Wien, sein erstes Tor erzielte er am 26. November 1939 (7. Spieltag) bei der 2:3-Niederlage im Heimspiel gegen den SK Admira Wien mit dem Treffer zum Endstand in der 85. Minute. In der Folgesaison kam er lediglich am 1. September 1940 (1. Spieltag) bei der 1:3-Niederlage im Heimspiel gegen den SC Wacker Wien und am 15. September 1940 (3. Spieltag) beim 8:1-Sieg im Heimspiel gegen den Linzer ASK zum Einsatz.
1941 wechselte er zurück in sein Geburtsland zum AC Sparta Prag für welchen er mit Ausnahme der Saison 1942/43 bis 1948 tätig war. Das fällige Ablösespiel, das bereits im Zuge des Wechsels von Hronek von der Vienna zu Sparta Prag vereinbart wurde, fand kriegsbedingt erst am 19. August 1949 statt und endete mit einem 3:2-Sieg der Wiener. Hronek kam hier auf Prager Seite zum Einsatz, schied allerdings in der 80. Minute verletzt aus
Weitere Stationen waren der SK Židenice, MEZ Židenice, Sokol Sparta Bubeneč und Bratrství Sparta Praha.

#### Einsatzstatistik
| Liga                                        | Spiele | Tore | Verein                 |
| ------------------------------------------- | ------ | ---- | ---------------------- |
| Fußball-Sportbereichsklasse Ostmark 1939/40 | 9      | 6    | First Vienna FC        |
| Fußball-Sportbereichsklasse Ostmark 1940/41 | 2      | 0    | First Vienna FC        |
| Národní liga 1940/41                        | ?      | 4    | AC Sparta Praha        |
| Národní liga 1941/42                        | ?      | 4    | AC Sparta Praha        |
| Národní liga 1940/41                        | ?      | 4    | AC Sparta Praha        |
| Národní liga 1941/42                        | ?      | 4    | AC Sparta Praha        |
| Národní liga 1942/43                        | ?      | 7    | AC Sparta Praha        |
| Národní liga 1943/44                        | 16     | 2    | SK Židenice            |
| Státní liga 1945/46                         | ?      | 3    | AC Sparta Praha        |
| Státní liga 1946/47                         | ?      | 3    | AC Sparta Praha        |
| Státní liga 1947/48                         | ?      | 2    | AC Sparta Praha        |
| Státní liga 1948                            | ?      | 4    | Sokol Sparta Bubeneč   |
| Celostátní československé mistrovství 1949  | ?      | 7    | Bratrství Sparta Praha |
| Mistrovství československé republiky 1952   | 20     | 3    |                        |

### Auswahlmannschaft
Als Spieler der Gauauswahlmannschaft Ostmark kam er einzig am 19. Mai 1940 in München im Halbfinale gegen die Gauauswahlmannschaft Bayern zum Einsatz, die Begegnung vor 18.000 Zuschauern wurde jedoch mit 0:2 verloren.

### Nationalteam
Am 8. April 1948 kam er einmalig zu einem Länderspieleinsatz für die Tschechoslowakei. Hronek spielte dabei gegen Polen als Linksaußen beim 3:1-Sieg der Tschechoslowakei und blieb torlos.